# Andreas Müller (ballerino)
Andreas Müller (Singen, 2 giugno 1996) è un ballerino italiano con cittadinanza tedesca, vincitore della sedicesima edizione del talent show Amici di Maria De Filippi.

## Biografia
Nato nel 1996 a Singen, in Germania da madre italiana e da padre tedesco, Andreas Müller da piccolo si trasferisce con la famiglia a Fabriano, in provincia di Ancona, dove ha vissuto fino all'adolescenza. Nel 2015 ha conseguito il diploma presso l'istituto turistico a Fabriano.
Ha iniziato a studiare danza all'età di nove anni, presso la scuola di danza Soak di Daniela Cipollone (attualmente Urban Lab Fabriano). Ha studiato tutte le discipline, concentrandosi principalmente sull’hip hop e già da giovanissimo ha cominciato a calcare vari palcoscenici italiani con le crew Soak, Shameless ed N.Ough, iniziando già ad insegnare nelle scuole dei dintorni grazie al sostegno della sua insegnante Daniela e di Daniele Baldi.
Nel 2015, insieme alla N.Ough Company, ha partecipato alla sesta edizione del talent show Italia's Got Talent, classificandosi secondo. Nel 2015 ha ottenuto un banco per la quindicesima edizione del talent show musicale Amici di Maria De Filippi, superando la fase iniziale ma è stato costretto a lasciare la scuola poco prima dell'inizio della prima puntata del serale a causa di un infortunio.
Dopo essere tornato in grado di esibirsi, prende lezioni dalla coreografa Veronica Peparini e nell'estate 2016 ha partecipato in veste di ballerino nel videoclip de Il sabato fa così del gruppo musicale La Rua e nel videoclip di Due giganti di Alessio Bernabei. Nella sedicesima edizione Amici si è ripresentato ai casting e ripercorrendo l'intero percorso vincendo il programma, arrivando allo scontro finale con il cantautore Riki, interpretando pochi mesi dopo il video della sua canzone Balla con me.
Nell'ottobre 2017 ha soggiornato per un breve periodo a Los Angeles dove ha studiato danza in scuole statunitensi. A novembre dello stesso anno è uscito il suo libro autobiografico I sogni non sono nuvole, scritto con Paolo Fontanesi, pubblicato dalla casa editrice Sperling & Kupfer, e preso parte, soltanto nei primi due mesi e nella fase del serale alla diciassettesima edizione di Amici di Maria De Filippi come ballerino professionista. Il 14, 15 e 16 settembre 2018 ha fatto parte del corpo di ballo durante il concerto di Claudio Baglioni, per i 50 anni di carriera, a l'Arena di Verona. Il 16 ottobre 2018 ha iniziato ufficialmente la tournée con Claudio Baglioni in tutta Italia.
Ha partecipato come ballerino professionista al festival albanese Kenga Magjike. La kermesse è andata in onda il 5 e il 6 dicembre 2018, mentre la finale l'8. Nel febbraio del 2019 entra a far parte del corpo di ballo del 69º Festival di Sanremo e a marzo dello stesso anno torna ad Amici come assistente e ballerino professionista, nella fase serale e successivamente come caposquadra assieme ad Alberto Urso per la squadra dei blu nella prima edizione di Amici Celebrities. Dal 2020 ha interrotto la collaborazione artistica con il talent show Amici.
Nel 2020 ha realizzato un libro insieme a Veronica Peparini, L'amore non è un numero. Nello stesso anno ha partecipato come concorrente alla prima edizione di Amici speciali. Sempre nel 2020 ha partecipato al videoclip musicale Sono un bravo ragazzo un po' fuori di testa di Random, mentre nel 2021 ha partecipato al video di Tutte le volte di Alessandra Amoroso.
Nel 2022 ha partecipato alla prima edizione del programma Non sono una signora, andato in onda su Rai 2 nell'estate del 2023, vestendo i panni della drag queen She Funk e classificandosi al secondo posto. Nel mese di novembre 2024 ha partecipato in coppia con Veronica Peparini alla quarta edizione del reality La talpa, in onda su Canale 5 con la conduzione di Diletta Leotta.

## Vita privata
È legato sentimentalmente alla coreografa Veronica Peparini. Il 5 novembre 2023, la coppia ha annunciato la gravidanza gemellare, che il 18 marzo 2024 ha portato alla nascita delle gemelle Penelope e Ginevra.

## Programmi televisivi
- Italia's Got Talent (Sky Uno, 2015) - concorrente
- Amici di Maria De Filippi (Canale 5, 2015-2017, 2019) - concorrente (2015-2016); concorrente, vincitore (2016-2017); ballerino professionista (2019)
- Festival di Sanremo (Rai 1, 2019) - ballerino
- Amici Celebrities (Canale 5, 2019) - coach
- Amici speciali (Canale 5, 2020) - concorrente
- Non sono una signora (Rai 2, 2023) - concorrente
- La talpa (Canale 5, 2024) - concorrente

## Video musicali
- Due giganti di Alessio Bernabei (2016)
- Il sabato fa così dei La Rua (2016)
- Balla con me di Riki (2017)
- Sono un bravo ragazzo un po' fuori di testa di Random (2020)
- Tutte le volte di Alessandra Amoroso (2021)

## Opere
- Andreas Müller e Paolo Fontanesi, I sogni non sono nuvole, Sperling & Kupfer, 2017, ISBN 9788820063788.
- Andreas Müller e Veronica Peparini, L'amore non è un numero, Mondadori, 2020, ISBN 9788891829832.

## Riconoscimenti
- Amici di Maria De Filippi
  - 2017 – Vincitore della sedicesima edizione nella categoria "Danza"[33]